# Пам'ятник Тофіку Бахрамову
Пам'ятник Тофіку Бахрамову (азерб. Tofiq Bəhramovun heykəli) — пам'ятник азербайджанському радянському рефері, судді міжнародної категорії Тофіку Бахрамову, розташований перед будівлею навчально-тренувального центру, поруч з Республіканським стадіоном Баку, що носить ім'я Бахрамова.
Автор пам'ятника — скульптор Мамед Ніджат Салахов . Це перший в світі пам'ятник футбольному судді.

## Історія
За словами директора республіканського стадіону Акіфа Ісмайлова, до кінця травня 2004 року було завершено конкурс на кращу роботу по створенню пам'ятника Тофіку Бахрамову. З 12 проектів скульптур, які представили вісім конкурсантів, найкращою була визнана робота Мамед Ніджат Салахова, який отримав премію в розмірі 5 мільйонів манатів. Компетентне журі схвалило скульптуру Тофіка Бахрамова в повний зріст, з витягнутою рукою, немов показує на центр поля.
Пам'ятник був відкритий 13 жовтня 2004 року перед зустріччю збірної Азербайджану з командою Англії в рамках відбіркового циклу чемпіонату світу з футболу 2006, безпосередньо перед самим стадіоном імені Тофіка Бахрамова. На церемонії відкриття виступили президент АФФА Раміз Мірзоєв, міністр молоді, спорту і туризму Абульфаз Гараєв, який від імені Президента Азербайджану, президента Національного Олімпійського Комітету Ільхама Алієва привітав присутніх з цією подією. Також на церемонії виступив член збірної Англії Джеффрі Герст, який забив у 1966 році вирішальний гол у ворота Німеччини в фінальному матчі чемпіонату світу з футболу, який судив також і Тофік Бахрамов. Пам'ятник відкрив сам Джефф Герст .
На відкритті пам'ятника були присутні також президент ФІФА Йозеф Блаттер та член виконавчого комітету Мішель Платіні. Після закінчення церемонії Блаттер поклав вінок до пам'ятника Тофіку Бахрамову.
6 червня 2011 року в рамках святкування 100-річчя азербайджанського футболу учасники знаменитого фінального матчу чемпіонату світу 1966 року воротар збірної ФРН Ганс Тільковскі та нападаючий збірної Англії Джеффрі Герст, якій забив зарахований Бахрамовим спірний м'яч у ворота Тільковскі, відвідали в Баку пам'ятник Тофіку Бахрамову .